# Harry Howell (cầu thủ bóng đá, sinh năm 1895)
Henry Robert Howell (28 tháng 6 năm 1895 - 1935) là một cầu thủ bóng đá người Anh từng thi đấu cho Norwich City.